# Everything & More
Everything & More is de naam voor het derde album van zangeres Natalia.

## Geschiedenis
Het album verscheen op 25 mei 2007 in België en verscheen ook in Nederland, Zweden en Duitsland. Natalia nam de cd op in Berlijn. Free Record Shop verkocht een exclusieve versie van het album met een extra nummer. Ook voor iTunes was er een exclusieve versie voorzien.
Een van de nummers, I Will, werd geschreven door Pink.
Eind juli 2008 werd er een nieuwe versie van het album uitgebracht met drie extra nummers. Het betreft hier de Sara-titeltrack: Where She Belongs, de single: Drop a little en het nooit uitgebrachte All That I Am.

## Tracks

### Versie 2007
- 1. I Was Born (3:45)
- 2. Gone to Stay (3:40)
- 3. I Survived You (3:48)
- 4. Like a Lady (3:25)
- 5. Kind of Love (3:16)
- 6. Everything & More (3:54)
- 7. Little Precious (3:50)
- 8. Paper Rain (4:04)
- 9. Appetite for Love (2:58)
- 10. Let It Ride (4:05)
- 11. I Got You (3:42)
- 12. I Will (3:31)
- 13. Glamorous (4:00)
- 14. Unexpected (3:30)

Exclusieve bonustrack Free Record Shop
- 15. Drop a Little (3:29)

Exclusieve bonustrack iTunes
- 15. I'll Be Here (4:22)

### Versie 2008
- 1. I Was Born (3:45)
- 2. Gone to Stay (3:40)
- 3. I Survived You (3:48)
- 4. Like a Lady (3:25)
- 5. Kind of Love (3:16)
- 6. Everything & More (3:54)
- 7. Little Precious (3:50)
- 8. Paper Rain (4:04)
- 9. Appetite for Love (2:58)
- 10. Let It Ride (4:05)
- 11. I Got You (3:42)
- 12. I Will (3:31)
- 13. Glamorous (4:00)
- 14. Unexpected (3:30)
- 15. Drop a Little (Single Version) (3:03)
- 16. Where She Belongs (3:38)
- 17. All That I Am (3:10)

### Singles
| Single met hitnotering(en) in de Vlaamse Ultratop 50 | Datum van verschijnen | Datum van binnenkomst | Hoogste positie | Aantal weken | Opmerkingen       |
| ---------------------------------------------------- | --------------------- | --------------------- | --------------- | ------------ | ----------------- |
| Gone to Stay                                         | 19-05-2007            | 19-05-2007            | 9               | 17           |                   |
| Glamorous/Where She Belongs                          | 29-10-2007            | 03-11-2007            | 2               | 23           | met En Vogue      |
| I Survived You                                       | 22-02-2008            | 05-04-2008            | 26              | 11           | Digitale download |
| Drop a Little                                        | 04-07-2008            | 12-07-2008            | 7               | 18           | (Zomer)mix        |

### Hitnotering
| "Everything & More" in de Vlaamse Ultratop 50 Albums - binnen: 02-06-2007 | "Everything & More" in de Vlaamse Ultratop 50 Albums - binnen: 02-06-2007 | "Everything & More" in de Vlaamse Ultratop 50 Albums - binnen: 02-06-2007 | "Everything & More" in de Vlaamse Ultratop 50 Albums - binnen: 02-06-2007 | "Everything & More" in de Vlaamse Ultratop 50 Albums - binnen: 02-06-2007 | "Everything & More" in de Vlaamse Ultratop 50 Albums - binnen: 02-06-2007 | "Everything & More" in de Vlaamse Ultratop 50 Albums - binnen: 02-06-2007 | "Everything & More" in de Vlaamse Ultratop 50 Albums - binnen: 02-06-2007 | "Everything & More" in de Vlaamse Ultratop 50 Albums - binnen: 02-06-2007 | "Everything & More" in de Vlaamse Ultratop 50 Albums - binnen: 02-06-2007 | "Everything & More" in de Vlaamse Ultratop 50 Albums - binnen: 02-06-2007 | "Everything & More" in de Vlaamse Ultratop 50 Albums - binnen: 02-06-2007 | "Everything & More" in de Vlaamse Ultratop 50 Albums - binnen: 02-06-2007 | "Everything & More" in de Vlaamse Ultratop 50 Albums - binnen: 02-06-2007 | "Everything & More" in de Vlaamse Ultratop 50 Albums - binnen: 02-06-2007 | "Everything & More" in de Vlaamse Ultratop 50 Albums - binnen: 02-06-2007 | "Everything & More" in de Vlaamse Ultratop 50 Albums - binnen: 02-06-2007 | "Everything & More" in de Vlaamse Ultratop 50 Albums - binnen: 02-06-2007 | "Everything & More" in de Vlaamse Ultratop 50 Albums - binnen: 02-06-2007 | "Everything & More" in de Vlaamse Ultratop 50 Albums - binnen: 02-06-2007 | "Everything & More" in de Vlaamse Ultratop 50 Albums - binnen: 02-06-2007 | "Everything & More" in de Vlaamse Ultratop 50 Albums - binnen: 02-06-2007 | "Everything & More" in de Vlaamse Ultratop 50 Albums - binnen: 02-06-2007 | "Everything & More" in de Vlaamse Ultratop 50 Albums - binnen: 02-06-2007 | "Everything & More" in de Vlaamse Ultratop 50 Albums - binnen: 02-06-2007 | "Everything & More" in de Vlaamse Ultratop 50 Albums - binnen: 02-06-2007 | "Everything & More" in de Vlaamse Ultratop 50 Albums - binnen: 02-06-2007 | "Everything & More" in de Vlaamse Ultratop 50 Albums - binnen: 02-06-2007 | "Everything & More" in de Vlaamse Ultratop 50 Albums - binnen: 02-06-2007 | "Everything & More" in de Vlaamse Ultratop 50 Albums - binnen: 02-06-2007 | "Everything & More" in de Vlaamse Ultratop 50 Albums - binnen: 02-06-2007 | "Everything & More" in de Vlaamse Ultratop 50 Albums - binnen: 02-06-2007 | "Everything & More" in de Vlaamse Ultratop 50 Albums - binnen: 02-06-2007 | "Everything & More" in de Vlaamse Ultratop 50 Albums - binnen: 02-06-2007 | "Everything & More" in de Vlaamse Ultratop 50 Albums - binnen: 02-06-2007 | "Everything & More" in de Vlaamse Ultratop 50 Albums - binnen: 02-06-2007 | "Everything & More" in de Vlaamse Ultratop 50 Albums - binnen: 02-06-2007 |
| Week                                                                      | 1                                                                         | 2                                                                         | 3                                                                         | 4                                                                         | 5                                                                         | 6                                                                         | 7                                                                         | 8                                                                         | 9                                                                         | 10                                                                        | 11                                                                        | 12                                                                        | 13                                                                        | 14                                                                        | 15                                                                        | 16                                                                        | 17                                                                        | 18                                                                        | 19                                                                        | 20                                                                        | 21                                                                        | 22                                                                        | 23                                                                        | 24                                                                        | 25                                                                        | 26                                                                        | 27                                                                        | 28                                                                        | 29                                                                        | 30                                                                        | 31                                                                        | 32                                                                        | 33                                                                        | 34                                                                        | 35                                                                        | 36                                                                        |
| ------------------------------------------------------------------------- | ------------------------------------------------------------------------- | ------------------------------------------------------------------------- | ------------------------------------------------------------------------- | ------------------------------------------------------------------------- | ------------------------------------------------------------------------- | ------------------------------------------------------------------------- | ------------------------------------------------------------------------- | ------------------------------------------------------------------------- | ------------------------------------------------------------------------- | ------------------------------------------------------------------------- | ------------------------------------------------------------------------- | ------------------------------------------------------------------------- | ------------------------------------------------------------------------- | ------------------------------------------------------------------------- | ------------------------------------------------------------------------- | ------------------------------------------------------------------------- | ------------------------------------------------------------------------- | ------------------------------------------------------------------------- | ------------------------------------------------------------------------- | ------------------------------------------------------------------------- | ------------------------------------------------------------------------- | ------------------------------------------------------------------------- | ------------------------------------------------------------------------- | ------------------------------------------------------------------------- | ------------------------------------------------------------------------- | ------------------------------------------------------------------------- | ------------------------------------------------------------------------- | ------------------------------------------------------------------------- | ------------------------------------------------------------------------- | ------------------------------------------------------------------------- | ------------------------------------------------------------------------- | ------------------------------------------------------------------------- | ------------------------------------------------------------------------- | ------------------------------------------------------------------------- | ------------------------------------------------------------------------- | ------------------------------------------------------------------------- |
| Nummer                                                                    | 1                                                                         | 1                                                                         | 1                                                                         | 1                                                                         | 1                                                                         | 3                                                                         | 4                                                                         | 7                                                                         | 8                                                                         | 9                                                                         | 9                                                                         | 11                                                                        | 11                                                                        | 11                                                                        | 13                                                                        | 21                                                                        | 28                                                                        | 35                                                                        | 59                                                                        | 68                                                                        | 69                                                                        | 72                                                                        | 82                                                                        | 87                                                                        | 73                                                                        | 59                                                                        | 54                                                                        | 48                                                                        | 44                                                                        | 37                                                                        | 26                                                                        | 27                                                                        | 33                                                                        | 34                                                                        | 14                                                                        | 13                                                                        |
| Week                                                                      | 37                                                                        | 38                                                                        | 39                                                                        | 40                                                                        | 41                                                                        | 42                                                                        | 43                                                                        | 44                                                                        | 45                                                                        | 46                                                                        | 47                                                                        | 48                                                                        | 49                                                                        | 50                                                                        | 51                                                                        | 52                                                                        | 53                                                                        | 54                                                                        | 55                                                                        | 56                                                                        | 57                                                                        | 58                                                                        | 59                                                                        | 60                                                                        | 61                                                                        | 62                                                                        | 63                                                                        | 64                                                                        | 65                                                                        | 66                                                                        | 67                                                                        | 68                                                                        | 69                                                                        | 70                                                                        |                                                                           |                                                                           |
| Nummer                                                                    | 16                                                                        | 22                                                                        | 25                                                                        | 27                                                                        | 30                                                                        | 33                                                                        | 53                                                                        | 38                                                                        | 41                                                                        | 40                                                                        | 44                                                                        | 44                                                                        | 53                                                                        | 23                                                                        | 22                                                                        | 33                                                                        | 33                                                                        | 57                                                                        | 35                                                                        | 39                                                                        | 41                                                                        | 52                                                                        | 43                                                                        | 55                                                                        | 58                                                                        | 27                                                                        | 15                                                                        | 14                                                                        | 13                                                                        | 17                                                                        | 18                                                                        | 17                                                                        | 31                                                                        | 27                                                                        | uit                                                                       |                                                                           |